# Liste des œuvres littéraires de Gabriel García Márquez
Cet article recense les différentes œuvres littéraires rédigées par le Colombien Gabriel García Márquez. Sa carrière d'écrivain débuta en 1955 avec le roman Des feuilles dans la bourrasque (en espagnol : La Hojarasca) et atteignit les sommets en 1982 lorsqu'il obtint le prix Nobel de littérature.

## Romans

### Des feuilles dans la bourrasque
Des feuilles dans la bourrasque (La Hojarasca) est le premier roman de García Márquez. L'écrivain déclare que « de tout ce qu'il avait écrit (à partir de 1973), le roman Des feuilles dans la bourrasque était son favori parce qu'il a estimé être le plus sincère et spontané ». Tous les événements du roman ont lieu dans une chambre, pendant une période d'une demi-heure, un mercredi 12 septembre 1928. C'est l'histoire d'un vieux colonel (semblable au propre grand-père de García Márquez) qui essaye de donner un enterrement chrétien convenable à un docteur français impopulaire. Le colonel est soutenu seulement par sa fille et son petit-fils. Le roman explore la première expérience de l'enfant avec la mort en suivant le cheminement de sa conscience. Le livre révèle également la perspective d'Isabel, la fille du Colonel, fournissant ainsi un point de vue féminin.

### Pas de lettre pour le colonel
Gabriel García Márquez écrit Pas de lettre pour le colonel (El coronel no tiene quien le escriba) entre 1956 et 1957 alors qu'il est à Paris,. Lors de sa première édition en 1961, seuls 800 des 2 000 premiers exemplaires publiés sont vendus.
À travers ce roman, tout comme pour La Mala Hora et Des feuilles dans la bourrasque, l'écrivain colombien fait référence à la période de « La Violencia » (« La Violence »), « une guerre civile brutale entre les conservateurs et les libéraux qui a duré jusque dans les années 1960, causant la mort de plusieurs centaines de milliers de Colombiens »,. Dans Pas de lettre pour le colonel, le nom des personnages principaux n'est pas précisé. Cette manière d'écrire est influencée par les tragédies grecques comme Antigone et Œdipe roi, dans lesquelles des événements importants se produisent hors de la scène et sont laissées à l'imagination du spectateur.

### La mala hora
La mala hora, publié en 1962, a été écrit par García Márquez durant sa période parisienne (1955-1957). La même année que la publication du roman, l'écrivain présente La Mala Hora pour le prix littéraire colombien et est déclaré vainqueur par l'Académie colombienne des Lettres. Il obtient ainsi un prix de 3 000 dollars pour un manuscrit qu'il souhaitait initialement appeler La Ville merdique. Comme pour plusieurs de ses œuvres telles que Pas de lettre pour le colonel et Des feuilles dans la bourrasque, l'écrivain colombien fait référence dans ce roman à la période de « La Violencia » (« La Violence »), « une guerre civile brutale entre les conservateurs et les libéraux qui a duré jusque dans les années 1960, causant la mort de plusieurs centaines de milliers de Colombiens »,. Bien que La Mala Hora ne soit pas l'une des plus célèbres œuvres de García Márquez, elle reste remarquable pour le portrait de cette période qu'elle dépeint avec son « image fragmentée de la désintégration sociale provoquée par La Violencia ».

### Cent ans de solitude
Depuis l'âge de dix-huit ans, García Márquez voulait écrire un roman centré sur la maison de ses grands-parents, où il a passé son enfance. Toutefois, ne parvenant pas à trouver le ton approprié, il abandonna ce projet jusqu'au jour où il trouva brutalement la solution, alors qu'il conduisait sa famille à Acapulco. Il aurait alors fait demi-tour et ramené sa famille à la maison pour pouvoir commencer à écrire. Pour survivre durant les dix-huit mois que dura l'écriture, il dut vendre sa voiture et son épouse dut acheter le pain et la viande à crédit, accumulant aussi neuf mois de retard de loyer. Cent ans de solitude sort finalement en 1967. Il s'agit du plus grand succès commercial que l'auteur ait connu jusqu'alors.
Ce roman relate sur plusieurs générations l'histoire de la famille Buendía depuis la fondation du village fictif de Macondo, une saga riche d'incestes, d'événements fantastiques, ponctuées de naissances et de morts. L'histoire de Macondo est souvent vue par les critiques comme suffisamment générale pour représenter l'histoire des villages ruraux d'Amérique du Sud, ou au moins celle de la région natale de García Márquez, autour d'Aracataca,.
Cette histoire a connu un très large succès dès sa publication et est rapidement devenue un classique. Elle a valu à García Márquez une notoriété mondiale et a été déterminante dans l'obtention, par ce dernier, du prix Nobel de littérature en 1982. Elle lui avait par ailleurs valu, dix ans auparavant, le Prix Rómulo Gallegos. William Kennedy l'a même qualifiée de « première œuvre depuis la Genèse dont la lecture est indispensable à toute l'Humanité », et des centaines d'articles, de livres de critiques littéraires et d'analyses universitaires ont été publiés autour de cet ouvrage. À la fois épopée familiale, satire sociale, manuscrit historique, roman politique, pastiche biblique et récit merveilleux, Cent ans de solitude est représentatif de l'alternance de registres affectionnée par l'auteur. Toutefois, García Márquez dit lui-même ne pas comprendre le succès de ce livre en particulier : « La plupart des critiques ne réalisent pas qu'un roman comme Cent ans de solitude est un peu une blague, pleine de clins d'œil à mes proches ; et par conséquent, avec leur droit préétabli à pontifier, ils prennent la responsabilité de décoder le livre et de se couvrir terriblement de ridicule. »

### L'Automne du patriarche
C'est la fuite du dictateur vénézuélien Marcos Pérez Jiménez qui a donné à García Márquez l'inspiration pour écrire un roman du dictateur dans la tradition littéraire sud-américaine. Selon ses mots, « c'était la première fois que l'on assistait à la chute d'un dictateur en Amérique Latine. » García Márquez a commencé à écrire L'Automne du patriarche (El otoño del Patriarca) en 1968 et a déclaré l'avoir terminé en 1971. Cependant, il a continué à peaufiner son roman jusqu'en 1975, année où il fut publié en Espagne. Selon García Márquez, ce roman est un « poème sur la solitude au pouvoir » alors que l'on suit la vie d'un dictateur éternel surnommé « Le Général ». Le roman se développe à travers une série d'anecdotes relatives à la vie du général, mais qui ne figurent pas dans l'ordre chronologique. Bien que l'emplacement exact de l'histoire ne soit pas clairement défini dans le roman, le pays tropical imaginé par García Márquez peut être situé quelque part dans les Caraïbes. 
García Márquez a donné sa propre explication de l'intrigue :

« Mon intention a toujours été de produire une synthèse de tous les dictateurs d'Amérique Latine, et en particulier ceux des Caraïbes. Néanmoins, la personnalité de Juan Vicente Gómez [du Venezuela] était si forte, outre le fait qu'il exerçait sur moi une véritable fascination, qu'indubitablement le Patriarche a beaucoup plus de lui que de n'importe quel autre dictateur. »

### Chronique d'une mort annoncée
Chronique d'une mort annoncée (Crónica de una muerte anunciada) reconstitue l'histoire d'un meurtre qui se déroula en 1951 à Sucre, une ville du département de Sucre, dans le Nord-Ouest de la Colombie. Dans ce roman, le personnage Santiago Nasar se réfère à un bon ami d'enfance de García Márquez, Cayetano Gentile Chimento. Rubén Pelayo catégorise cette œuvre littéraire comme étant une combinaison de reportage, de réalisme et de roman policier.
L'intrigue du roman tourne autour de l'assassinat de Santiago Nasar. Le narrateur joue le rôle d'un détective qui découvre les éléments de ce meurtre seconde par seconde. Le critique littéraire Rubén Pelayo note que « l'histoire se déroule de manière inversée. Au lieu d'aller de l'avant (...) l'intrigue se déroule en arrière. » En effet, dans le premier chapitre, le narrateur explique exactement au lecteur qui a tué Santiago Nasar, le reste du livre cherchant à expliciter les raisons de ce meurtre.
Chronique d'une mort annoncée a été publié en 1981, un an avant que García Márquez ne remporte le prix Nobel de littérature. Le roman a également été adapté au cinéma par le réalisateur italien Francesco Rosi en 1987.

### L'Amour aux temps du choléra
L'Amour aux temps du choléra (El amor en los tiempos del cólera), publié en 1985, est un roman d'une facture plus classique que les précédents mais il conte une histoire d'amour atypique où « Les amants trouvent l'amour dans leur « âge d'or », à plus de soixante-dix ans, alors que la mort est tout autour d'eux ». L'Amour aux temps du choléra se fonde sur les histoires de deux couples. L'amour adolescent de Fermina Daza avec Florentino Ariza est axé sur l'histoire des parents de García Márquez. Toutefois, comme il l'explique dans une interview, « La seule différence est que [ses parents] se sont mariés, et dès l'instant où ils se sont mariés, ils n'étaient plus des personnages intéressants d'un point de vue littéraire ». L'amour entre les deux amants âgés est basé sur un récit journalistique de la mort de deux Américains, âgés de près de 80 ans, qui se retrouvaient chaque année à Acapulco. Un jour, lors d'une sortie en bateau, ils ont été tués à coups de rame par le batelier. D'après García Márquez, « c'est par leur mort que l'histoire de leur secret a été révélée. Ils m'ont fasciné. Ils étaient tous deux mariés à quelqu'un d'autre. ».

### L'Aventure de Miguel Littín, clandestin au Chili
L'Aventure de Miguel Littín, clandestin au Chili est un livre de Gabriel García Márquez paru en 1986. Cette histoire vraie est écrite sous forme de chronique journalistique sur Miguel Littín, un cinéaste chilien qui rentre clandestinement au Chili en 1985 pour filmer son pays sous la dictature d'Augusto Pinochet, après 12 ans d'exil au Mexique. Le livre est d'abord publié sous forme de 10 chroniques journalistiques dans El País en 1986[réf. nécessaire]. En février 1987, le ministère de l'Intérieur chilien reconnaît avoir brûlé plus de 14 846 copies de la première édition de La aventura de Miguel Littín clandestino en Chile le 28 novembre 1986 à Valparaiso, sous les ordres de Pinochet,.
De l'aventure relatée par García Márquez, sortent deux versions filmées intitulées toutes deux Acta General de Chile : une série documentaire de 4 heures pour la télévision espagnole (coproduite par Miguel Littín, TVE et la Comisión Nacional del V Centenario) et un film de 2 heures pour le cinéma.

### Le Général dans son labyrinthe
Peu après avoir terminé L'Amour aux temps du choléra (1985), Gabriel García Márquez décide de créer un roman sur Simón Bolívar. Il s'intéresse plus particulièrement au dernier voyage du Libérateur sur le río Magdalena.
L'idée d'écrire un livre à ce sujet lui vient initialement de son ami et compatriote, l'écrivain colombien Álvaro Mutis, à qui l'ouvrage est dédié. García Márquez a ainsi étudié de nombreux documents historiques différents, tels que les lettres de Bolívar, des journaux du XIXe siècle et les 34 tomes des mémoires de Daniel Florence O'Leary. Il s'est fait aider par divers experts comme le géographe Gladstone Oliva, l'historien Eugenio Gutiérrez Celys (qui avait coécrit un ouvrage intitulé Bolívar Día a Día avec l'historien Fabio Puyo) et l'astronome Jorge Pérez Doval ; García Márquez a également utilisé un registre dressé par Pérez Doval pour dater les nuits de pleine lune du vivant de Bolívar. García Márquez a aussi travaillé en étroite collaboration avec Antonio Bolívar Goyanes, un parent éloigné de Bolívar, lors de la phase de relecture du livre.
Le livre raconte le voyage de Bolívar de Bogota à la côte nord de la Colombie, alors qu'il cherche à quitter l'Amérique du Sud pour s'exiler en Europe. La version originale en espagnol du roman Le Général dans son labyrinthe a été publiée simultanément en Argentine, en Colombie, au Mexique et en Espagne en 1989. Mais, le portrait romanesque d'un héros national et latino-américain, qui remet en question les données historiques, a été ressenti comme un outrage par certains lors de la publication du livre. Dans un entretien avec María Elvira Samper qui lui demande si le livre est à classer dans la catégorie roman historique ou dans celle de l'histoire romancée, Gabriel García Márquez déclare que « c'est totalement un roman », l'absence de documentation sur le dernier voyage de Bolívar lui ayant permis de se mettre dans la tête du personnage. Ainsi, la psychologie du héros de son livre, son comportement et sa personnalité sont « de la fiction, basée sur beaucoup de documents ».

## Nouvelles

### Douze Contes vagabonds
Douze contes vagabonds est un recueil de douze contes écrits par Gabriel García Márquez sur une période de 18 ans. Écrits sur une longue période, les textes subissent de nombreuses corrections avant d'être publiés en 1992. Ces nouvelles rassemblent plusieurs genres littéraires comme le fantastique, le genre policier ou encore journalistique.
El rastro de tu sangre en la nieve et El verano feliz de la señora Forbes sont publiés en 1976 dans plusieurs suppléments littéraires.
Les douze contes semblent avoir un schéma similaire : des histoires vraisemblables qui deviennent extraordinaires et la présence de personnes d’origine latino américaine allant en Europe et faisant face à un choc de culture.

## Autres

### Récit d'un naufragé
Publié en 1970 sous le titre Récit d'un naufragé, ce livre reprend une série d'entrevues de 1955 de Gabriel García Márquez avec Luis Alejandro Velasco, seul survivant de huit marins colombiens tombés à la mer du navire de guerre Caldas en février 1955. Cette œuvre de littérature non fictionnelle est publiée initialement dans le journal El Espectador sous forme de quatorze articles,. Alors que la version du gouvernement selon laquelle les huit hommes seraient tombés à la mer au cours d'une forte tempête, Velasco confie à García Márquez que « le problème, c'est qu'il n'y a pas eu de tempête », et que les hommes sont tombés parce qu'un chargement mal arrimé d'appareils électroménagers ramenés des États-Unis (chargement qui n'avait pas sa place à bord d'un navire de guerre) s'est détaché.
La version des faits de Luis Alejandro Velasco, confirmée ensuite par des photographies prises par les marins à bord du Caldas, donne lieu à de fortes controverses qui se traduisent par des menaces émises contre García Márquez. Il s'agit de l'une des raisons pour lesquelles il est envoyé comme correspondant en Europe, où il écrit pour El Independiente, journal qui remplace brièvement El Espectador sous le gouvernement militaire de Gustavo Rojas Pinilla.

### El triple campeón revela sus secretos
Dans les années 1950, la gloire de Ramón Hoyos dans le monde du cyclisme attire l'attention de Gabriel García Márquez qui décide d'écrire pour le journal El Espectador, en 1955, quatorze articles sur sa vie sportive. Pour cela, l'écrivain s'appuie sur des interviews en face-à-face avec le cycliste. L'histoire, intitulée « El triple campeón revela sus secretos », est racontée à la première personne du singulier afin de donner l'impression qu'il s'agit d'extraits d'une autobiographie.

### Ouvrages utilisés
- Gerald Martin (trad. de l'anglais), Gabriel García Márquez : une vie, Paris, Grasset & Fasquelle, 2009, 701 p. (ISBN 978-2-246-73911-1)

1. 1 2  p. 311.
2. ↑  p. 508.

- (en) Gene H. Bell-Villada, Conversations with Gabriel García Márquez, University Press of Mississippi, 2006, 179 p. (ISBN 1-57806-784-7)

1. 1 2  p. 156.
2. ↑  p. 157.

- (en) Gene H. Bell-Villada, García Márquez : The Man and His Work, Chapel Hill (N.C.)/London, University of North Carolina Press, 1990, 247 p. (ISBN 0-8078-1875-5)

1. ↑  p. 75.

- (en) Plinio Apuleyo Mendoza et Gabriel García Márquez, The Fragrance of Guava, Verso, 1983, 126 p. (ISBN 0-86091-765-7)

1. ↑  p. 74-75.
2. ↑  p. 72.
3. ↑  p. 81.

- (en) Rubén Pelayo, Gabriel García Márquez : A Critical Companion, Westport, Conn./London, Greenwood Publishing Group, 2001, 179 p. (ISBN 0-313-31260-5)

1. ↑  p. 28.
2. 1 2  p. 5.
3. 1 2  p. 43.
4. ↑  p. 97.
5. 1 2  p. 111.
6. ↑  p. 115.
7. 1 2  p. 112.
8. ↑  p. 113.
9. ↑  p. 15.
10. ↑  p. 6.

- (fr) Gabriel García Márquez (trad. Annie Morvan), Le général dans son labyrinthe, Paris, Éditions Grasset & Fasquelle, 1990, 318 p. (ISBN 978-2-286-03749-9)

### Autres références
1. ↑  (en) « Garcia Marquez - Timeline », Themodernword.com (consulté le 2 septembre 2014)
2. ↑  (es) Luis Fernando Afanador, « El coronel no tiene quien le escriba, Gabriel García Márquez », Arcadia,‎ 23 janvier 2014 (lire en ligne, consulté le 2 septembre 2014)
3. ↑  Gerald Martin 2009
4. 1 2 3  George R. McMurray 1987, p. 6
5. ↑  Albert Bensoussan (trad. Claude Durand), Cent ans de solitude, Points, 1997, Préface, p. 13
6. ↑  George R. McMurray 1987, p. 25
7. ↑  (en) (es) « Book Review: 'One Hundred Years of Solitude' Review » (consulté le 22 mars 2010).
8. ↑  « Biographie de Gabriel Garcia Marquez », sur Evene.fr (consulté le 29 avril 2010).
9. ↑  (en) (en) William Kennedy, « A Stunning Portrait of a Monstrous Caribbean Tyrant », sur nytimes.com, 31 octobre 1976 (consulté le 22 mars 2010).
10. ↑  (en) « The Autumn of the Patriarch », sur bookrags.com (consulté le 22 mars 2010).
11. ↑  Raymond L. Williams 1984, p. 112
12. 1 2  Raymond L. Williams 1984, p. 111
13. ↑  (en) Associated Press, « 14,846 Books by Nobel Prize Winner Burned in Chile », sur latimes.com, 1987 (consulté le 8 février 2014)
14. ↑  (en) Inter-American Commission on Human Rights ; Inter-American Court of Human Rights, Inter-American yearbook on human rights = Anuario interamericano de derechos humanos 1987, Boston, Martinus Nijhoff, 1990, 915 p. (ISBN 978-0-7923-0265-0, lire en ligne)
15. ↑  (es) « Quinze mille volumes qui allaient être distribués dans le pays seront bientôt incinérés. », sur hemeroteca.abc.es, 1986 (consulté le 8 février 2014)
16. ↑  Un détail surprenant : le régime de Pinochet n'a pas reconnu de suite avoir brûlé les presque 15 000 exemplaires de L'Aventure de Miguel Littín, clandestin au Chili ; pourtant, le quotidien espagnol ABC l'annonçait déjà fin novembre 1986[15]
17. ↑  (es) « Desde hoy: « Acta General de Chile » », sur hemeroteca.abc.es, 1986 (consulté le 8 février 2014)
18. ↑  (es) « Las aventuras de Miguel Littín clandestino en Chile », sur lecturalia.com (consulté le 8 février 2014)
19. ↑  Stavans 1993, p. 69.
20. 1 2 3  García Márquez 1990, p. 299-303
21. ↑  Sfeir de González 2003, p. xxiii
22. ↑  Álvarez Borland 1993, p. 439–40
23. ↑  Samper 1989-1990
24. ↑  (en) Miles Corwin, « The journalistic education of Gabriel García Márquez », sur cjr.org (consulté le 22 juillet 2014).
25. ↑  (es) Sara Malagón Llano, « Gabo y El Espectador », El Espectador,‎ 18 avril 2004 (lire en ligne, consulté le 22 juillet 2014)
26. ↑  (es) Fernando Araujo Vélez, « Ficha Bibliográfica : Hoyos, Ramón », Bibliothèque Luis Ángel Arango (consulté le 7 septembre 2015)
27. 1 2  (en) Ilan Stavans, Gabriel García Márquez : The Early Years, Macmillan, 2010, 256 p. (ISBN 978-0-230-10480-8, lire en ligne)